# Peter Frischknecht
Peter Frischknecht (* 12. März 1946 in Uster) ist ein ehemaliger Schweizer Radrennfahrer und nationaler Meister im Radsport.

## Sportliche Laufbahn
Frischknecht war in den 1960er und 1970er Jahren einer der national und international erfolgreichsten Sportler im Querfeldeinrennen (heutige Bezeichnung Cyclosport).
1974 und 1978 gewann er den nationalen Titel vor Albert Zweifel. Achtmal wurde er Vize-Meister. Er begann 1962 mit dem Radsport. Bei den UCI-Cyclocross-Weltmeisterschaften holte Frischknecht 1968 (hinter Roger De Vlaeminck), 1976 (hinter Albert Zweifel) und 1978 (hinter Zweifel) die Silbermedaille. Die Bronzemedaille gewann er 1967, 1974 und 1975. Er gewann eine Vielzahl von Querfeldeinrennen in seiner Laufbahn, sein letzter Sieg gelang ihm 1982 bei einem Rennen in Italien. Von 1969 bis 1984 startete er als Berufsfahrer. Frischknecht betrieb auch Strassenradsport, hatte in dieser Disziplin aber keine Erfolge.

## Familiäres
Er ist der Vater von Thomas Frischknecht und der Grossvater von Andri Frischknecht, beide waren ebenfalls Radprofis.